# Leia nigripalpis
Leia nigripalpis är en tvåvingeart som beskrevs av Edwards 1928. Leia nigripalpis ingår i släktet Leia och familjen svampmyggor. Inga underarter finns listade i Catalogue of Life.